# Хазри
Хазри је врста ветра који дува у области око Каспијског језера. Јавља се са севера, у околини Бакуа и доноси хладно време. Зими је олујан, а лети доприноси освежењу.